# Phép đạo dẫn
Phép đạo dẫn là một phương pháp tĩnh tọa luyện tập hơi thở giống như phương pháp của Thiền và Yoga nhằm gia tăng thể lực và trí tuệ.

## Phép đạo dẫn của Đạo gia
Đây là một phương pháp trong thuật trường sinh của Đạo gia kèm theo thuật luyện Kim đan.
Phương pháp này chỉ khác Thiền và Yoga một chút là trong quá trình luyện công vận khí không cần nhíu thắt hậu môn để đóng huyệt Trường Cường mà chỉ cần cắn chặt răng và đặt lưỡi ấn lên vòm miệng là cũng đả thông được kinh mạch trên vòng Tiểu Chu Thiên.
Tiểu Chu Thiên là đường kinh mạch chạy từ huyệt Nhân Trung (ngay giữa phía dưới sống mũi và thuộc phần bên trên môi trên, nơi mọc râu) xuống huyệt Thừa Tương (dưới ngay vùng lõm giữa cằm và phần môi miệng dưới)chạy thẳng qua huyệt Đản Trung (chấn thủy) ngay giữa chỗ lõm xương lồng ngực xuống bụng dưới rốn 3 phân là huyệt đan điền và thẳng xuống huyệt Trường Cường (phía dưới sau lỗ hậu môn) nên phải nhíu thắt lỗ hậu môn để khí đi qua, kế tiếp vòng lên huyệt Mệnh Môn (chính giữa ngang thắt lưng), sau đó chạy qua huyệt Đại Trùy (chỗ lõm ngay sau gáy) và thẳng lên huyệt Bách Hội (giữa đỉnh đầu), cuối cùng vòng xuống huyệt Ấn Đường (ngay giữa đôi lông mày trước trán) nên phải ngậm chặt hàm răng và để đầu lưỡi ấn lên vòm miệng rồi về Đan Điền. Trong suốt quá trình vận khí phải luôn nhíu thắt hậu môn và cắn chặt răng ấn lưỡi lên vòm miệng để đóng cửa trên (vòm miệng) và cửa dưới (huyệt Trường Cường) nhằm đả thông kinh mạch vòng Tiểu Chu Thiên. Đây là phép luyện công vận khí của Thiền và Yoga được các sư tăng Phật giáo luyện tập thường xuyên trên con đường tu đạo.
Có hai huyệt đạo mà khó dùng ý dẫn khí chạy qua nhất là huyệt đản trung (chấn thủy) ngay giữa chỗ lõm xương lồng ngực, và huyệt đại trùy (chỗ lõm ngay sau gáy).

## Phép đạo dẫn và khí công Thiếu Lâm
Phép đạo dẫn, Thiền, và Yoga chính là cơ sở của khí công Thiếu Lâm sau này. Trong giới luyện khí công, thường có câu truyền tụng rằng Khí công là sự phối hợp giữa phép đạo dẫn và thiền của Phật giáo cùng Yoga của Ấn Độ.
Giới võ thuật Trung Hoa cũng thường hay có câu truyền tụng: 
Lực bất đả quyền,
quyền bất đả công,
luyện quyền bất luyện công,
đáo lão nhất trường không,
luyện công bất luyện quyền,
hậu thế thất nhân truyền.
Nghĩa là: người có sức lực không đánh nổi người giỏi quyền thuật, người giỏi quyền thuật không đánh nổi người luyện công phu nội lực, luyện võ mà không luyện công phu (công phu đây phải hiểu là khí công và nội công) thì khi về già cũng bằng không, nhưng luyện công phu mà không luyện võ thuật thì đời sau cũng không có kẻ để truyền lại vì người tham gia tập công phu thì nhiều nhưng không phải ai cũng có cơ duyên hạnh ngộ luyện tập đạt thành tựu kỳ vĩ.

## Tinh - Khí - Thần, tam bảo của con người
Trong giới luyện khí công cũng thường hay đề cao tam bảo là ba báu vật của con người, nhất là khi luyện công: tinh, khí, thần.

### Tinh
Là phần tinh hoa của con người là cốt lõi của khí tiên thiên (do cha mẹ tạo ra) và khí hậu thiên (do ăn uống và hít thở dưỡng khí) kết hợp mà thành, không nên làm tiêu hao tinh lực trong các trò ăn chơi sa đọa, đặc biệt là đam mê nữ giới là điều úy kỵ trong khi luyện công và dễ làm tiêu hao cạn kiệt tinh lực.

### Khí
Là phần thăng hoa do luyện tập làm Tinh hóa Khí, là nguồn năng lực nội sinh nguyên ủy từ gió (cung Tốn) phía trên lồng ngực đưa xuống thổi bùng lửa ở Tâm hỏa (Tim) và huyệt Mệnh Môn (ngang giữa thắt lưng) hóa Tinh ở bể Thận là vùng Bàng Quang (Bọng đái) và Đan Điền (dưới rốn 3 phân) thành Khí bay lên tạo ra năng lượng cơ thể. Do vậy khi ngồi luyện thở (khí công) hay Thiền lâu ta có cảm giác có luồng hơi nóng xuất hiện ở bụng dưới (huyệt Đan Điền) và vùng giữa bụng là như thế.

### Thần
Là trạng thái cao nhất của năng lực nội sinh, cho nên sách nói luyện Thần hoàn hư là luyện cho Khí luân lưu khắp châu thân để tạo nên vận động có khí lực mạnh mẽ và hình hài có phong thái tinh anh.
Tinh - Khí - Thần của con người thường được ví như ngọn đền dầu, nếu dầu tiêu hao hoang phí, tất ngọn đèn cũng giống như đèn treo trước gió, sinh mạng hiểm nguy, chết lúc nào không biết, mấy lời khuyến cáo những người ham mê sắc dục nữ giới và có lối sống vô độ phóng túng là lời cổ nhân truyền lại không phản khoa học chút nào là vậy.
Danh sư Tuệ Tĩnh với triết lý "Thuốc Nam, chữa người Nam" cũng đã nhấn mạnh tác dụng việc rèn luyện thân thể và sinh hoạt điều độ. Ông nêu phương pháp dưỡng sinh tóm tắt trong 14 chữ:
Bế tinh, dưỡng khí, tồn thần
Thanh tâm, quả dục, thủ chân, luyện hình
Thanh tâm nghĩa là tâm trí luôn trong sáng, loại bỏ lục dục thất tình, cổ nhân nói: "Đa dâm bại tâm" là vậy. Kẻ ham mê sinh hoạt xác thịt với nữ giới sẽ dẫn đến tâm thần u mê ám chướng, trí óc dễ dãi và ngu muội.
Quả dục, nghĩa là phải tiết chế tất cả ham muốn mà không riêng gì ham muốn sinh hoạt với nữ giới. 
Thủ chân, nghĩa là phải giữ chân tâm không đi vào con đường tội lỗi, nghiệp chướng tà đạo mà tạo vòng nhân quả cho thân tâm cản trở trên bước đường hành công tâm pháp.
Luyện hình, năng luyện tập chuyên cần để hình vóc luôn khoẻ mạnh mau đạt công phu.
Như vậy có thể thấy rằng các giới luật và nguyên lý trong luyện công vận khí của võ thuật có nguyên ủy xuất phát xa gần với các phương pháp và giáo lý của tôn giáo không mấy xa lắm. Đây không phải là một phạm trù đạo đức thuần túy mà nó liên quan đến nguyên lý luyện công, hành công tâm pháp mau đạt hiệu quả công phu.

## Khí công và quyền thuật
Trong võ thuật thường hay áp dụng các phương pháp trên vào trong quyền thuật qua các phương pháp dụng khí hóa kình, vận khí hóa kình, kết hợp hơi thở và dùng tâm ý dẫn khí hóa thành kình lực tạo hiệu quả trong các chiêu thức (đòn đánh) khi tấn công mục tiêu và công phá đối tượng vật cản trên cơ sở kết hợp điều thân (đặt mình vào trong một tư thế, chiêu thức vận động của quyền pháp), điều tức (hơi thở kết hợp động tác và sự dẫn khí), điều tâm (dùng tâm ý dẫn khí tập trung sức mạnh của khí lực từ đan điền lên ngực và lưng, vai, cánh tay, gót chân, đùi, hông, eo). Phương pháp này chỉ xuất hiện tại các môn võ của Á Đông (Trung Quốc, Nhật Bản, Đại Hàn, Việt Nam).
Về hơi thở thì phải thâm (sâu), trường (dài), quân (đều), tĩnh (êm), khai khoát tự nhiên (thoải mái tự nhiên).
Về cơ thể phải luôn buông lỏng và tuyệt đối không được gồng cứng, vì gồng cứng sẽ làm cho khí lực không lưu thông, cơ thể sinh bệnh, khí huyết bị ngưng trệ, cơ bắp và gân xương bị căng cứng và co rút gây ra thần kinh căng thẳng, tâm trí bất an hỗn loạn, hơi thở sẽ dồn dập, tất cả sẽ tạo ra stress làm ức chế các hoạt động tâm thức không chạm vào được phần vô thức sâu xa để điều chỉnh trạng thái quân bằng cho cơ thể, xương sống lưng phải luôn giữ ngay thẳng cùng hai vai buông lỏng để cho khí lực dễ dàng tập trung, đầu cổ ngay ngắn, thân thể không xiêu vẹo.
Chúng ta có hai hệ thần kinh: hệ thần kinh động vật gắn liền với các quá trình tâm lý ý thức và hệ thần kinh thực vật gắn liền với các quá trình tâm lý vô thức. Ta thường thấy các đạo sĩ Yoga Ấn Độ làm được nhiều chuyện phi thường như chôn sống dưới đất 80 ngày vẫn sống (nhịn ăn nhịn uống còn chịu được, ở đây nhịn thở!!!), làm tim ngừng đập (chết lâm sàng),... vì họ đã tập luyện đến mức làm chủ được hệ thần kinh thực vật.
Các tác pháp, võ thuật gọi là yếu pháp, yếu lý, quyền lý, thường dẫn rõ trong khí công được coi là có nguồn gốc từ Thiền thông qua tác phẩm Trung luận hay Trung quán luận của Phật giáo và các bản kinh Đại Thủ Ấn của trường phái Thiền Đốn Ngộ có ghi rõ các yếu lĩnh về phương pháp điều thân - điều tức - và điều tâm. Tác phẩm Trung luận này giới Triết học thường xem là tác phẩm bàn về Bản thể luận của Phật giáo, tức là bàn về cái nguyên ủy (the First hay le Première  xuất hiện đầu tiên sáng tạo ra thế giới, duy tâm: Thượng đế, hay duy vật vô thần: vật chất). Về mặt võ công, có thể nói đây là cuốn sách võ công thượng thừa mà các nguyên lý triết học và phép biện chứng của Phật giáo được thể hiện không hề dễ hiểu trên các phạm trù chân như, hư không.

## Một số điều cần lưu ý trong Khí công
Phép đạo dẫn của Đạo gia không cần nhíu thắt vùng cơ hậu môn là nơi huyệt Trường Cường khí đi qua. Nếu tu luyện công phu theo Đạo gia thì không có gì bàn thêm.
Tuy nhiên tu luyện theo trường phái Phật gia thì hay nhíu thắt hậu môn để kích động khí   nơi huyệt Trường Cường (vùng lỗ hậu môn) và huyệt Mệnh Môn (ngay giữa ngang xương sống vùng thắt lưng) có mấy điểm cần lưu ý:
Khi luyện như vậy, có thể dẫn đến các chứng ù tai, hoa mắt, chóng mặt, nhức đầu do khí hưng vượng (phát triển lên).
Khi luyện theo Phật gia nên cần uống nước thật nhiều vào mỗi sáng thức dậy và tiếp tục cả trong ngày. Ăn uống nên tránh đồ ăn có chất thịt (protéin) vì là thức ăn dương tính, nên ăn nhiều rau cỏ và thực vật vì mang âm tính.
Khi luyện khí công nên giữ cho cơ thể điều độ cân bằng hai trạng thái âm dương..
Cẩn thận khi luyện theo Phật gia vì cơ địa (cơ thể tự nhiên) của mỗi người khác nhau, có người tập luyện mau bốc hỏa khí. Như vậy có thể dẫn đến các chứng mọc mụn nhọt hay mủ nhọt trong cơ thể do cơ thể nóng lên, khi đó ta chuyển không kích huyệt Trường Cường và huyệt Mệnh Môn nữa.

## Sách tham khảo chính
- Khí Công Toàn Thư - Hoàng Vũ Thăng, Nhà Xuất Bản Thể dục Thể thao, Hà Nội ngày 24 tháng 03 năm 2005 - Nhà sách Hoa Niên số 494 đường Nguyễn Thị Minh Khai, quận 3, Thành phố Hồ Chí Minh phát hành quý 2 năm 2005
- Kiến Thức Tổng Hợp Về Khí Công Trung Hoa - Hoàng Vũ Thăng, Nhà Xuất Bản Thể dục Thể thao, Hà Nội ngày 12 tháng 11 năm 2002 - Nhà sách Hoa Niên số 494 đường Nguyễn Thị Minh Khai, quận 3, Thành phố Hồ Chí Minh phát hành tháng 01 năm 2004
- Khí Công - Tự Chữa Bệnh, Dưỡng Sinh - Hoàng Vũ Thăng, Nhà Xuất Bản Đà Nẵng, ngày 15 tháng 01 năm 1999 - Nhà sách Hoa Niên số 494 đường Nguyễn Thị Minh Khai, quận 3, Thành phố Hồ Chí Minh phát hành tháng 04 năm 1999